# Hilda Horniblow

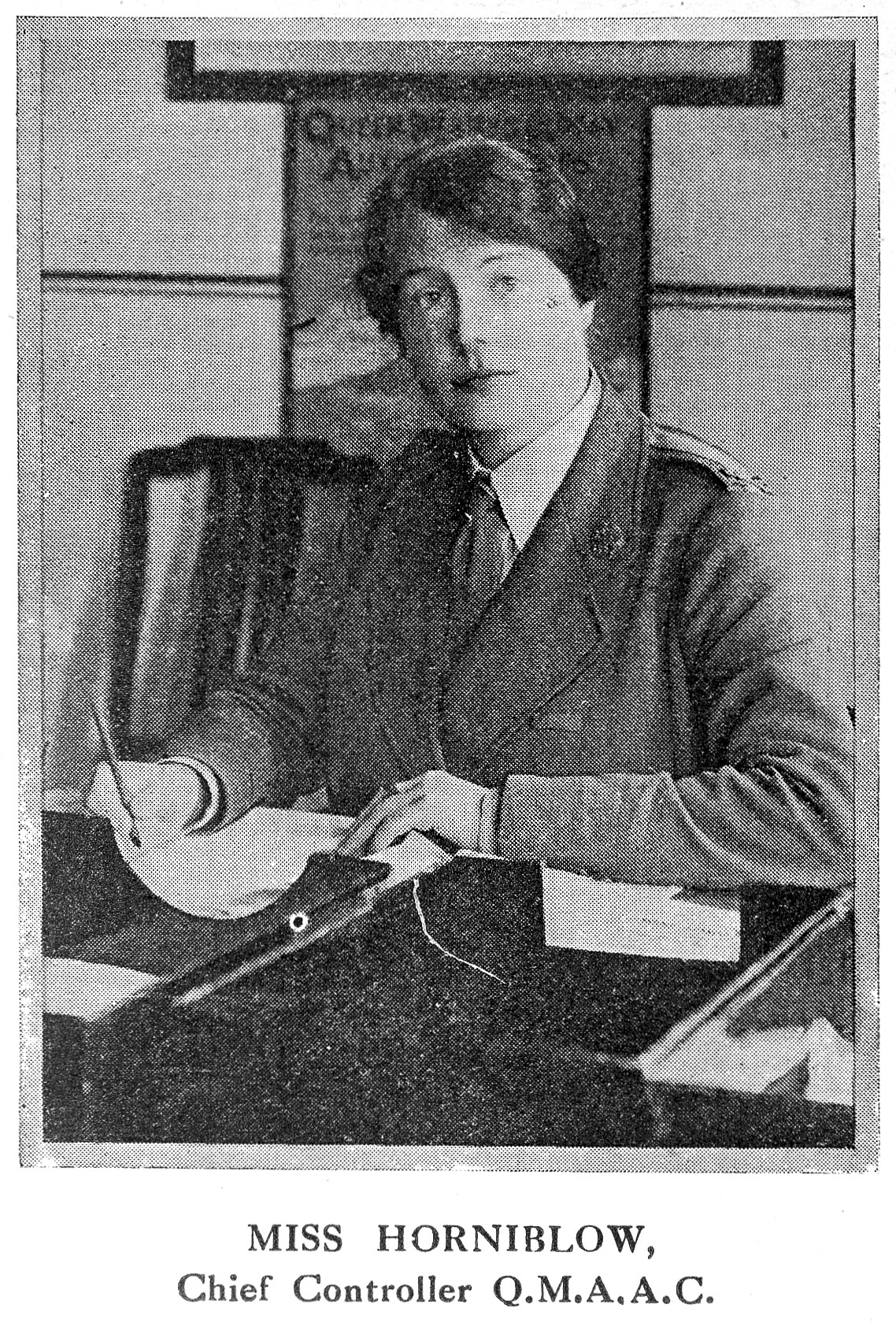
Hilda Horniblow als Chief Controller des QMAAC (1918)

Emilie Hilda Horniblow (* 24. Juni 1886 in Charlbury; † 2. Januar 1950 in Menston), verheiratete Hilda Dalton war während des Ersten Weltkriegs Chief Controller (deutsch etwa „Chefinspektorin“) des weiblichen Hilfskorps der British Army, dem Queen Mary’s Army Auxiliary Corps (QMAAC).

## Leben
Geboren und aufgewachsen in Oxfordshire als Tochter von Frederick Thomas Horniblow, einem Schreibwarenhändler, trat sie im Kriegsjahr 1915 der Women’s Legion bei. Dort fiel sie durch ihre Führungsstärke auf. Im Jahr 1916 organisierte sie in Eastbourne die Massenverpflegung für Tausende von Männern. Ein Jahr später ging sie als Chief Controller (Overseas) nach Frankreich und war dort verantwortlich für die Truppenverpflegung der British Expeditionary Force (siehe auch: Foto mit General Pershing unter Weblinks). Im Juli 1918 übernahm sie dann als Chief Controller die Leitung des QMAAC in England.
Auch nach dem Krieg blieb sie noch lange als Veteranin aktiv. Ihren Lebensabend verbrachte sie in West Yorkshire, wo sie auch starb. Sie wurde 63 Jahre alt.